# Virginia Maestro Díaz
Virginia Maestro Díaz (Linares, Jaén, 29 de setembre de 1982) és una cantant i compositora andalusa.

## Joventut i inicis
Nascuda a Linares, va passar la seva adolescència entre Còrdova i Mairena del Aljarafe (Sevilla), ciutat on va estudiar Magisteri musical i en què va ser soprano del Cor de la Universitat de Sevilla.
Des de petita toca la guitarra de forma autodidacta havent compost la seva primera cançó als 12 anys. Des dels 15 anys ha participat com a vocalista en diverses bandes: Fundació Virgínia, Doctors del Swing, Little Vicky & the Shout Band, 7Funk, The Flik Flak Duo i Boogie Flu. Els seus projectes musicals s'ampliaren amb la participació en multitud de jam sessions de jazz i blues, compartint escenari amb bandes com Black Jack Bob & the New Deal o Mingo & The Blues Intruders, aquesta última de qui va ser harmonicista de la Caledònia Blues Band, Mingo Balaguer.
El seu desig d'obtenir una carrera discogràfica la va portar a presentar-se als càstings de la segona i tercera edició d'Operación Triunfo, així com al que realitzava el grup La Oreja de Van Gogh per escollir nova vocalista.

## Pas per Operación Triunfo
Es va donar a conèixer com a concursant en la sisena edició d'Operación Triunfo. El seu estil particular i timbre vocal va atraure un ampli i creixent suport del públic.
Els seus primers èxits de vendes van arribar mentre estava dins d'Operación Triunfo, quan la seva versió del tema Creep de Radiohead va arribar al número 1 d'iTunes. Els temes My baby just cares for me i Moonlight Shadow també van aconseguir el primer lloc en aquesta llista. Cinc dels temes gravats per ella: Lovefool, Como hablar, Isla de palma, I love to love i I'll stand by you arribaren als llocs 2, 19, 22, 30, i 56, respectivament.
El 22 de juliol de 2008 es va proclamar guanyadora del concurs amb el 55% dels vots, aconseguint així un contracte discogràfic amb Sony BMG.

## Labuat
El 5 de desembre de 2008 es va anunciar el nom sota el qual editaria el seu primer treball discogràfic. Així naixia Labuat, projecte artístic que es defineix com un "triangle equilàter" compost per 3 vèrtexs: The Pinker Tones, Risto Mejide i la mateixa Virginia Maestro. Es va presentar oficialment als mitjans en una roda de premsa celebrada al Cercle de Belles Arts de Madrid el 4 de febrer de 2009. Fruit d'aquest projecte és el seu àlbum debut, de títol homònim, que va ser publicat el 24 de febrer de 2009 i va debutar en el lloc número 2 de les llistes espanyoles.

## Estil i influències
Des de la seva infància Virginia Maestro va tenir accés a la música dels anys 50 i 60: rock and roll, beat, soul, entre d'altres. Així mateix, es va anar impregnant en la seva trajectòria d'un variat conjunt de fonts i estils, com jazz, blues, funk, rock del sud, pop i indie. Entre els seus referents musicals es troben artistes que van des dels Beatles a Aretha Franklin, passant per Solomon Burke, Al Green, Sam Cooke, Ray Charles, Otis Redding, Janis Joplin, Eva Cassidy, Norah Jones, Katie Melua, Eric Clapton, Allman Brothers, Radiohead o Regina Spektor.